# ТЕС Берлін Мітте
ТЕС Берлін Мітте – теплова електростанція в столиці Німеччини Берліні, споруджена на основі технології комбінованого парогазового циклу. 
Площадка станції знаходиться на березі річки Шпрее, де до того діяла вугільна теплоелектроцентраль, споруджена на початку 1960-х. Останню демобілізували у 1997 році, одночасно з введеням в експлуатацію нового парогазового блоку, розрахованого на використання природного газу. В його складі встановили 2 газові турбіни компанії ABB GT13E2 та парову турбіну. 
Окрім виробництва електроенергії, станція Берлін Мітте забезпечує теплопостачання споживачів німецької столиці. Первісно її електрична потужність становила 380 МВт, теплова – 304 МВт. В подальшому ці показники збільшили до 440 МВт та 398 МВт відповідно. Для покриття пікових навантажень в опалювальний період наявні водогрійні котли, що доводить теплову потужність до 680 МВт. Використання станції в режимі теплоелектроцентралі дозволяє отримати загальну паливну ефективність до 89,2%.
В 2016 році на газових турбінах ТЕС Берлін мітте почали використовувати деталі, роздруковані на 3D-принтері. Вони призначені для роботи в умовах температури біля 1000 градусів. Новий спосіб виготовлення дозволив скоротити витрати та підвищити ефективність роботи турбіни.